# Phorum
Phorum ist eine PHP-basierte freie Software zur Bereitstellung eines Internetforums. Die ersten Versionen wurden seit 1998 vom US-Amerikaner Brian Moon entwickelt. Seit 2000 wird die Entwicklung vom zuletzt fünfköpfigen Phorum Development Team vorangetrieben. Eine geplante Version 4 wurde nie veröffentlicht. An der Entwicklung der Version 5, die 2004 aus dem Betastadium entlassen wurde, war unter anderem der Deutsche Thomas Seifert maßgeblich beteiligt.
Viele nicht unterstützte Funktionen sind mit Hilfe eines Modulsystems realisierbar. Merkmale wie zum Beispiel BBCodes oder Ankündigungen sind als Module bereits vorinstalliert.

## Systemanforderungen
Zum Betrieb von Phorum Version 5 wird ein Webserver mit PHP ab Version 5.2 sowie MySQL ab Version 5.0.15 empfohlen. Die Entwickler geben an, dass Phorum auch noch mit PHP ab Version 4.3 sowie MySQL ab Version 4.0.18 arbeitet, raten jedoch davon ab.